# Così fan tutte (film)
Così fan tutte è un film erotico del 1992 diretto da Tinto Brass, con protagonista Claudia Koll, ispirato all'omonima opera di Mozart.

## Trama
Roma, primi anni '90. Diana racconta alla rubrica delle lettere di una rivista i desideri che la agitano negli ultimi tempi, cominciati quando durante un party letterario non ha resistito alle avances del navigato seduttore italo-francese Alphonse Donatien, con cui solo il sopraggiungere del marito Paolo impedisce l'amplesso. Da quel momento, nonostante quest'ultimo assecondi tutti i suoi desideri, il rapporto coniugale sembra non bastare più a soddisfare le sue pulsioni e voglia di trasgressione. Commessa in un negozio d'abbigliamento femminile in centro, Diana viene allora consigliata dalla collega Antonietta, che si prostituisce (volentieri) a beneficio del maturo titolare Silvio, a scavalcare il vincolo matrimoniale. L'occasione per allontanarsi da Paolo è l'acquisizione in eredità di una graziosa mansarda a Venezia. Dopo le pratiche notarili, Diana dapprima accetta brevemente il corteggiamento del cugino Marco (con cui da ragazza aveva vissuto le prime esperienze di intimità), e quindi in tutta tranquillità può finalmente concedersi appieno ad Alphonse, che proprio a Venezia possiede un ammaliante atelier addobbato interamente con statue, dipinti, oggetti e fotografie che esaltano il fondoschiena femminile.
A casa, convinta di rivitalizzare il rapporto matrimoniale, Diana racconta nell'intimità a Paolo la sua scappatella, pur facendogli credere che si tratti solo di fantasie irrealizzate, ma quando questi ne scopre i segni sul corpo di lei, decide di lasciarla. Durante la loro separazione, Diana chiede aiuto alla sorella Nadia per convincere Paolo a riconciliarsi: lei glielo concede ma vuole carta bianca. Quando va da lui, dapprima tiene al cognato un'apologia femminista della libertà sessuale delle donne, quindi prova a sedurlo per fargli capire che chiunque è preda di pulsioni che non può controllare: Paolo però, a differenza della moglie, riesce a resisterle. La sera Nadia porta la sorella e Antonietta a un rave party dove, sotto l'effetto di stupefacenti e alcolici, Diana fa l'amore con un seminarista africano conosciuto in precedenza; tuttavia, lei comincia a sentire rabbia e dolore per la separazione dal marito, così gli telefona e gli grida cosa sta facendo. La notte porta però consiglio a Paolo, che il giorno dopo la va a prendere e le dice che accetta di lasciarla condurre più trasgressivamente la propria vita sessuale, perché capisce che anche a lui piace averla così.

## Cast
Tinto Brass aveva inizialmente offerto la parte della protagonista ad Alba Parietti, che rifiutò.